# Isnard Wilhelm Frank
Isnard Wilhelm Frank OP (* 25. September 1930 in Wiblingen; † 13. Oktober 2010 in Wien) war ein deutscher römisch-katholischer Priester, Dominikaner und Professor für Mittlere und Neuere Kirchengeschichte an der Universität Mainz.

## Leben
Nach dem Abitur 1950 am Gymnasium Ehingen studierte er zunächst in Tübingen und München Theologie und trat im Herbst 1953 in die Süddeutsch-Österreichische Provinz der Dominikaner ein. 1958 empfing er die Priesterweihe durch den Kölner Weihbischof Joseph Ferche zusammen mit seinem Bruder Karl Suso Frank, der dem Franziskanerorden angehörte und ebenfalls Kirchenhistoriker war. Da er sich in Ordensgeschichte profilieren wollte, erlaubte ihm der damalige Provinzial – auch im Blick auf historische Forschung im Bereich der deutschen Dominikaner – die Absolvierung des zweijährigen Kurses am „Institut für Österreichische Geschichtsforschung“. 1961 trat er der katholischen österreichischen Studentenverbindung Franco-Bavaria Wien im ÖCV bei.
Nach dem Staatsexamen am Institut für Österreichische Geschichtsforschung ergab sich ein historisches Weiterstudium, das er 1969 mit einer Arbeit über die Wiener Dominikaner und der Promotion zum Dr. phil. abschloss. Danach war er als Lektor für Kirchengeschichte an der ordenseigenen Ausbildungsstätte in Walberberg tätig und war zudem in der historischen Forschung in Wien engagiert. Von 1969 bis 1972 kam er seinem Lehrauftrag in Walberberg in Form einer vierwöchigen Blockvorlesung nach. Von 1969 bis 1975 war er Prior des Wiener Dominikanerkonvents. Als CVer engagierte er sich zudem auch in der Studentenseelsorge.
1975 habilitierte sich Frank an der Katholisch-Theologischen Fakultät der Universität Wien im Fach Kirchengeschichte und war dann zunächst Privatdozent, später Außerordentlicher Professor in Wien. 1979 wurde er auf die Professur für Mittlere und Neue Kirchengeschichte an der Theologischen Fakultät der Universität Mainz berufen. Zudem war er Leiter des „Instituts zur Erforschung der Geschichte des Dominikanerordens im deutschen Sprachraum“. „Häuslich“ niedergelassen hatte er sich damals im Dominikanerkloster St. Paulus in Worms.
Nach der Pensionierung und der Erledigung verschiedener noch zu erledigender universitärer Aufgaben kehrte er 1998 als Subprior in den Wiener Dominikanerkonvent zurück.
Frank veröffentlichte zahlreiche Schriften zu seinen Forschungsgebieten der mittelalterlichen Universitäts- und Ordensgeschichte. Seine Kirchengeschichte des Mittelalters wurde ins Englische, Spanische und Italienische übersetzt.

## Veröffentlichungen (Auswahl)
- Die Spannung zwischen Ordensleben und wissenschaftlicher Arbeit im frühen Dominikanerorden. In: Archiv für Kulturgeschichte, hrsg. von Fritz Wagner, Arno Borst und Herbert Grundmann, 49. Band, Böhlau, Köln und Graz 1967, S. 164–207.
- Hausstudium und Universitätsstudium der Wiener Dominikaner bis 1500. Böhlau, Wien 1968.
- Der antikonziliaristische Dominikaner Leonhard Huntpichler. Ein Beitrag zum Konziliarismus der Wiener Universität im 15. Jahrhundert (= Archiv für österreichische Geschichte Bd. 131). Wien 1976, ISBN 3-7001-0147-3.
- Franz von Assisi – Frage auf eine Antwort. Patmos, Düsseldorf 1982.
- Kirchengeschichte des Mittelalters (= Leitfaden Theologie Bd. 14). Düsseldorf 1984. 2. Auflage: Patmos, Düsseldorf 2008, ISBN 978-3-491-70419-0.
- Franz von Assisi: Frage auf eine Antwort (= Topos-Taschenbücher Bd. 224). Grünewald, Mainz 1992, ISBN 3-7867-1661-7.
- Das Totenbuch des Mainzer Dominikanerklosters. Kommentar und Edition (= Quellen und Forschungen zur Geschichte des Dominikanerordens N.F. Bd. 3). Akademie-Verlag, Berlin 1993, ISBN 3-05-002158-6.
- Lexikon des Mönchtums und der Orden. Reclam, Stuttgart 2005, ISBN 3-15-010524-2.